# Kỹ thuật thẩm vấn nâng cao

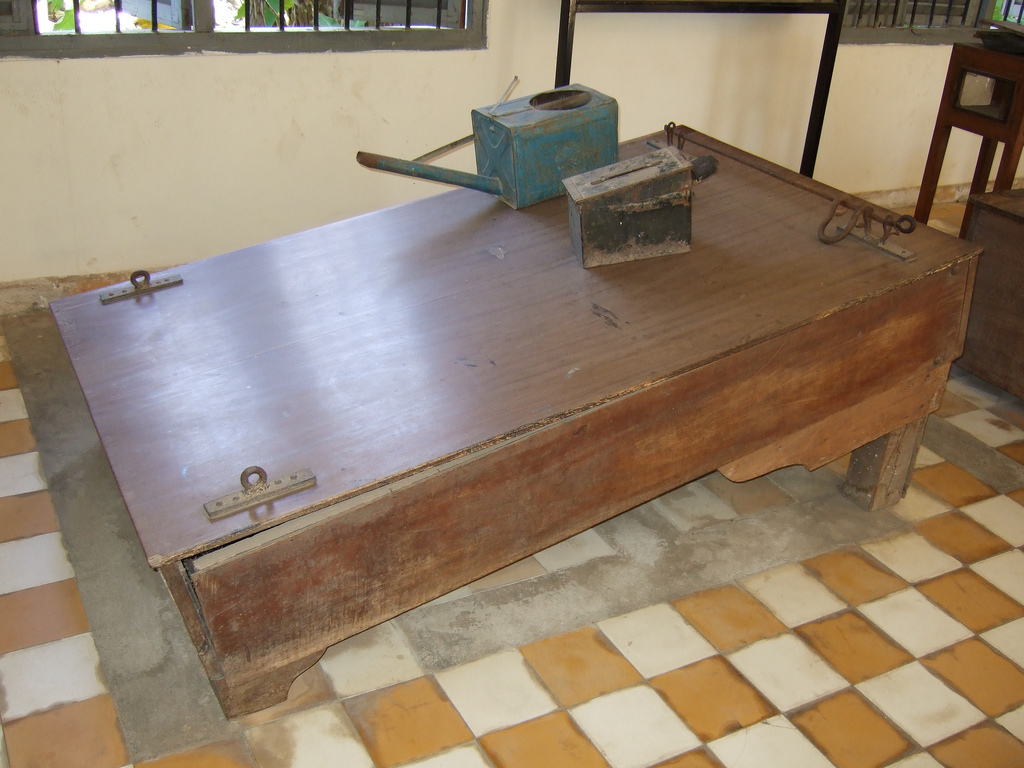
Ván nước được trình bày tại Bảo tàng diệt chủng Tuol Sleng. Việc trấn nước là một phương pháp tra tấn được sử dụng trong chương trình kỹ thuật thẩm vấn nâng cao của CIA.

Những kỹ thuật thẩm vấn nâng cao hay kỹ thuật thẩm vấn tăng cường (tiếng Anh: enhanced interrogation techniques, viết tắt EIT), còn gọi "những quá trình thay thế" (alternative set of procedures), chỉ đến chương trình tra tấn người tù của chính phủ liên bang Hoa Kỳ vào thời Tổng thống George W. Bush. Chương trình được điều hành bởi Cơ quan Tình báo Trung ương (CIA), Cơ quan Tình báo Quốc phòng (DIA), và một số đơn vị trong Quân đội Hoa Kỳ tại các khu vực đen ở nhiều quốc gia trên thế giới, bao gồm Bagram, vịnh Guantánamo, và Abu Ghraib, do các viên chức trong chính quyền Bush cho phép. Tuy không rõ bao nhiêu người tù bị thẩm vấn theo kiểu này, CIA đã công nhận đã trấn nước những người bị nghi ngờ có liên quan đến các sự kiện 11 tháng 9 năm 2001, nhất là Abu Zubaydah, Khalid Shaikh Mohammed, và Mohammed al-Qahtani. Ngoài ra, một ủy ban Thượng viện cho biết rằng CIA cũng trấn nước Abd al-Rahim al-Nashiri, và có hình chụp một ván nước và các thùng nước chung quanh tại một nhà tù CIA trong khi CIA cho rằng không ai bị trấn nước tại nhà tù này.
Chương trình thẩm vấn nâng cao gây tranh luận về sự thích hợp với các đạo luật chống tra tấn của Mỹ hoặc các luật quốc tế như Công ước chống Tra tấn của Liên Hợp Quốc. Năm 2005, CIA phá các băng video chiếu người tù bị tra tấn; lý lẽ bào chữa nội bộ cho rằng các video ghê khiếp đến độ "tàn phá CIA", và rằng "sự chỉ trích vì tàn phá [các băng] thua sự chỉ trích nếu các băng được để lộ ra phạm vi công cộng." Juan Mendez, Báo cáo viên Đặc biệt Liên Hợp Quốc về Tra tấn, tuyên bố rằng trấn nước là một cách tra tấn – "trái đạo đức và bất hợp pháp", và năm 2008, 56 đảng viên Dân chủ trong Hạ viện yêu cầu một điều tra độc lập.
Cuộc xem lại các chương trình thẩm vấn và cầm giữ do một ủy ban độc lập và phi đảng phái thực hiện vào những năm sau các sự kiện 11 tháng 9 kết luận rằng "không thể bàn cãi, Hoa Kỳ từng thực hành việc tra tấn" và rằng các viên chức cấp cao nhất của nước Mỹ cuối cùng phải chịu trách nhiệm vì các hành động này. Các viên chức Mỹ và châu Âu, bao gồm cựu giám đốc CIA Leon Panetta, các cựu nhân viên CIA, một công tố viên Guantánamo, và một thẩm phán của tòa án quân sự đã cho rằng "thẩm vấn nâng cao" là một cách gọi trại của tra tấn. Năm 2009, Tổng thống Barack Obama và Tổng chưởng lý Eric Holder đều tuyên bố rằng một số kỹ thuật này là tra tấn và phản đối sử dụng chúng. Hai ông đều từ chối điều tra các viên chức của CIA, Bộ Quốc phòng, hoặc chính quyền Bush mà cho phép chương trình, trong khi bỏ ngõ cửa triệu tập một "Ủy ban Sự thật" nhằm mục đích điều tra, để "giải thích tiếp".
Tháng 7 năm 2014, Tòa án Nhân quyền châu Âu chính thức quyết định rằng thẩm vấn nâng cao là tra tấn và đòi Ba Lan phải bồi thường những người bị tra tấn tại một khu vực đen của CIA ở nước đó. Ba Lan đang chống án. Tháng 12 năm 2014, Ủy ban Đặc biệt về Tình báo của Thượng viện xuất bản công khai vào khoảng 10% của một bản báo cáo về việc thẩm vấn nâng cao tại CIA vào thời Bush.